# Ismaning (stacja kolejowa)
Ismaning – stacja kolejowa w Ismaning, w kraju związkowym Bawaria, w Niemczech. Znajduje się tu 1 peron.